# وزارة الشباب (الأردن)
وزارة الشباب هي المظلة الرسمية للعمل للشبابي في الأردن حكومي أردني وهي الجهة المعنية برعاية واحتضان الشباب الأردني وتوفير الآليات المناسبة التي تمكن الشباب الأردني من تحقيق أهداف التنمية المستدامة، وهو الجهة المعنية بإنشاء متطلبات الشباب من البنى التحتية، يُعتبر الوزارة الجهة المسؤولة عن المدن الرياضية في الأردن التي بلغ عددها خمسة مدن في محافظات عمّان، اربد، الزرقاء، العقبة ومأدبا بالإضافة إلى المجمعات الرياضية وبيوت الشباب والمعسكرات الشبابية المنتشرة في جميع محافظات الأردن، تأسس المجلس سنة 2001 .

## التأسيس

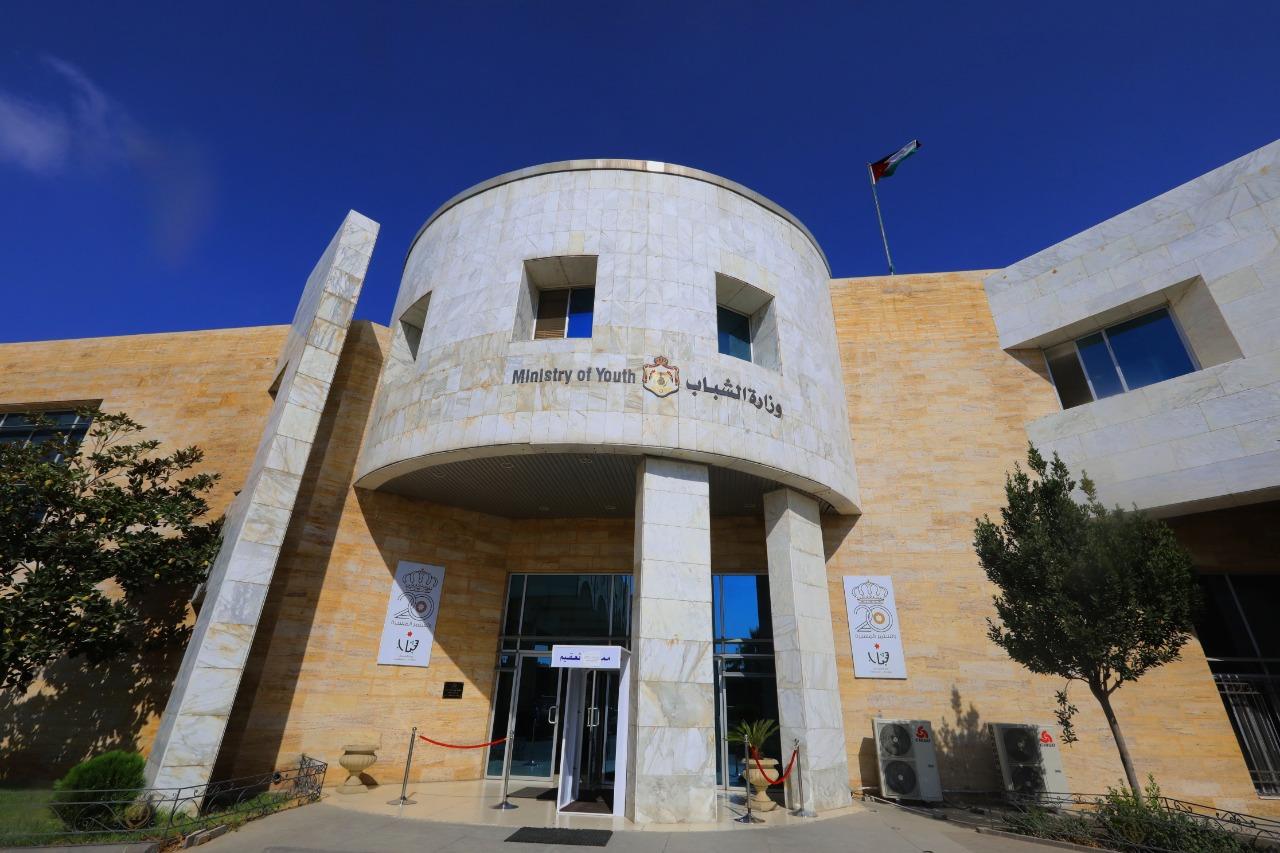
مبنى وزارة الشباب والرياضة في عمان

عند تأسيس امارة شرق الاردن، تم الاعتماد على جهود رسمية وشعبية، وبقيت حتى صدور قانون مؤسسة رعاية الشباب رقم 13 لسنة 1968 والذي يعتمد على جهود المؤسسات الأهلية والخاصة كالنوادي الرياضية والاجتماعية، وكانت محكومة بقانون الجمعيات الخيرية، وبناء على توجيهات المغفور الملك الحسين بن طلال في خطاب العرش الذي ألقاه في الدورة الرابعة لمجلس الأمة عام 1966، حيث أصبحت أمر رعاية الشباب منوطة بمؤسسة رعاية الشباب التي حدد القانون أعمالها ومجالات أنشطتها. وبقيت مؤسسة رعاية الشباب تابعة لرئاسة الوزراء حتى عام 1977، عندما أنشئت وزارة الثقافة والشباب، التي اشرفت على أعمال المؤسسة كأحد اداراتها إلى عام 1984، حيث افردت لها وزارة الشباب خاصة، والتي تم دمجها ضمن وزارة الشباب والرياضة عام 1987، والتي استمرت بهذا الاسم إلى عام 2001 صدر القتنون المؤقت رقم 65 الذي تم بموجبه الفصل بين الشباب والرياضة، وعلى أثره تم إلغاء وزارة الشباب وتشكيل المجلس الأعلى للشباب. والذي رافقة تشكيل اللجنة الاولمبية الأردنية عام 2001... صدرت الإرادة الملكية بتشكيل المجلس الأعلى للشباب عام 2001، ليكون البديل القانوني للوزارة، بهدف إعطاء دور أكبر، ومرونة أوسع، للعمل الشبابي، عبر تطوير عمليات رعاية الشباب وتنميتهم، وتحقيق الدور المنشود للشباب عبر مسيرة إصلاحية لهذا القطاع، وتحقيق الأهداف عبر تحديد رؤية مشتركة لتكامل الجهود من خلال المؤسسات الحكومية، ومؤسسات اجملتمع المدني، ومؤسسات القطاعات الأهلية والتطوعية والمنظمات الإقليمية والدولية. صدر قانون المجلس الأعلى للشباب تحت رقم (13 (لسنة 2005م بعد مروره بالقنوات التشريعية، والدستورية، وتوشيحه بالإرادة الملكية السامية. ونظراً لضرورة الحاجة لسياسات شبابية واضحة وخطط عمل تنفيذية وفقاً لمعايير مؤسسية تأخذ بالاعتبار عمليات المتابعة والتقييم لضمان تحقيق الأهداف فقد تمت إعادة وزارة الشباب اعتباراً من 1/6/2016م استجابة لتوجيهات جلالة الملك عبد االله الثاني المعظم، حيث تم إعداد الإستراتيجية الوطنية للشباب، وتم تمديد العمل بها حتى عام (2012م).

## الوزراء

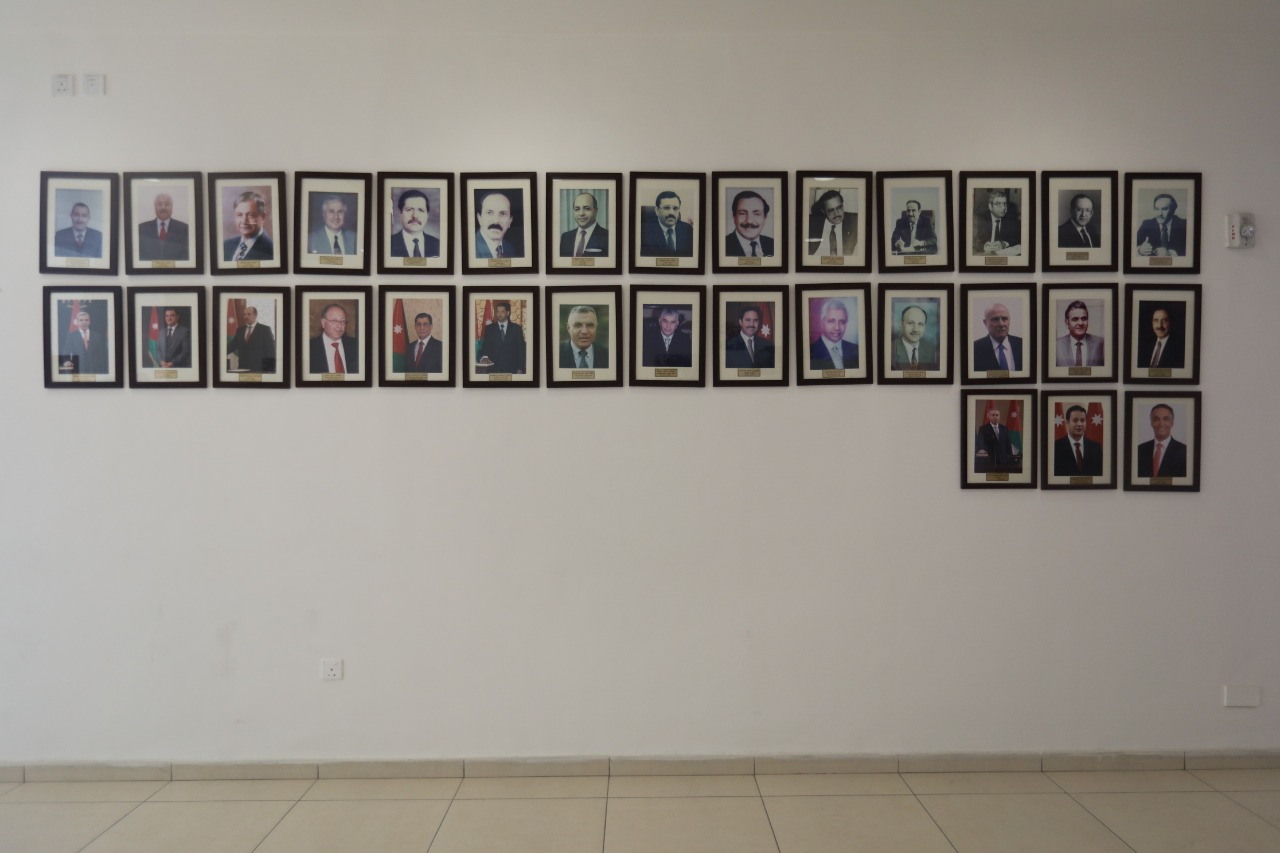
قائمة وزراء الشباب والرياضة على مدار تأسيس الوزارة

تناوب على رئاسة الوزارة عدد من الشخصيات الأردنية منهم:
| #   | اسم الرئيس/الوزير         | مــــن          | الى                 |
| 1-  | سيادة الشريف فواز شرف     | 1976            | 1979                |
| 2-  | المحامي طاهر حكمت         | 1979            | 1980                |
| 3-  | د.معن أبو نوار            | 1980            | 1984                |
| 4-  | د.عبدالله عويدات          | 12/ 1984        | 11/ 1984            |
| 5-  | د.هاني الخصاونة           | 1984            | 1985                |
| 6-  | مهندس هشام الشراري        | 1985            | 1986                |
| 7-  | د.عيد الدحيات             | 1986            | 1988                |
| 8-  | د.عوض خليفات              | 1988            | 1989                |
| 9-  | د.ابراهيم الغبابشة        | 1989            | 1991                |
| 10- | د.خالد الكركي             | 1/1991          | 6/1991              |
| 11- | د.صالح ارشيدات            | 1991            | 1994                |
| 12- | د.فواز أبو الغنم          | 1994            | 1995                |
| 13- | أيمن المجالي              | 1995            | 1996                |
| 14- | د.محمد داودية             | 1996            | 1997                |
| 15  | د.قاسم أبو العين          | 1997            | 1998                |
| 16- | د.طلال سطعان الحسن        | 1998            | 1999                |
| 17- | د.محمد خير مامسر          | 3/ 1999         | 7/ 1999             |
| 18- | سعيد شقم                  | 1999            | 2001                |
| 19  | عيد الفايز                | 10/ 2001        | 12/ 2001            |
| 20- | د.مأمون نور الدين         | 2001            | 2006                |
| 21- | د.عاطف عضيبات             | 2006            | 2009                |
| 22- | عطوفة احمد عيد المصاروة   | 2009            | 2011                |
| 23- | د.محمد نوح القضاه         | 2011            | 2012                |
| 24- | د. سامي المجالي           | 2012            | 2016                |
| 25- | رامي صالح الوريكات        | 6/ 2016         | 1/ 2017             |
| 26_ | المهندس حديثه الخريشه     | كانون ثاني 2017 | شباط 2018           |
| 27- | بشير علي الرواشدة         | شباط 2018       | حزيران 2018         |
| 28- | مكرم القيسي               | 14 حزيران 2108  | 11 تشرين الأول 2018 |
| 29- | د. محمد أبو رمان          | 10/ 2018        | 10/ 2019            |
| 30- | د. فارس عبد الحافظ بريزات | 10/ 2019        | 12 تشرين الأول 2020 |
| 31  | محمد سلامة النابلسي       | 12 أكتوبر 2020  | 15 سبتمبر 2024      |
| 32  | يزن حسين الشديفات         | 18 سبتمبر 2024  | 6 أغسطس 2025        |
| 33  | رائد العدوان              | 6 أغسطس 2025    | الآن                |

## المهام
تتولى الوزارة المهام والصلاحيات التالية:
- 1. رسم السياسات والخطط التنفيذية الكفيلة لإدماج الشباب وتفعيل مشاركتهم في الحياة السياسية والاجتماعية والثقافية، وإعداد البرامج لتحفيز الشباب وتمكينهم واستثمار طاقاتهم
- 2. رعاية الشباب وتأهيلهم وتطوير مهاراتهم وقدراتهم
- 3. تطوير قنوات الاتصال بين الوزارة (الحكومة) والشباب
- 4. التنسيق بين جميع الهيئات والمؤسسات والجهات التي تعنى بدعم الحركة الشبابية
- 5. تنظيم المبادرات والهيئات الشبابية تحت مظلة ورعاية وعناية الوزارة
- 6. تفعيل المراكز الشبابية وإعادة تأهيلها بما يحقق أهداف الوزارة
- 7. رعاية المنشآت الرياضية وتأهيلها وإعداد خطط وبرامج لاستقطاب الشباب إليها

## المراكز الشبابية
تعد المراكز الشبابية في الأردن والتي تتبع لمديريات الشباب في المحافظات أحد ابرز الاماكن التي تعنى بقضايا الشباب، وتهدف المراكز الشبابية في المملكة إلى صقل مواهب الشباب وتنمية شخصياتهم وإعدادهم للمشاركة الفاعلة في التنمية الوطنية. وتسعى هذه المراكز إلى ترسيخ قيم العمل الجماعي والتطوعي لدى الشباب وإكسابهم المهارات المعاصرة والإفادة من التقنية الحديثة وترسيخ قيم التسامح والاعتدال والوسطية. ويتم تأسيس المراكز الشبابية على ضوء دراسة عدد السكان والمساحة وقرب أو بعد المرافق الشبابية وعدم توافر مرافق شبابية تخدم القطاع الشبابي.

## الأندية الرياضية
بدا إنشاء المُدن الرياضية في الأردن منذ ستينيات القرن الماضي، وتعتبر مدينة الحسين للشباب هي المدينة الرياضية الأولى في الوطن العربي، حيث تحتوي على الكثير من الملاعب والصالات الرياضية، وأهمها، ملعب عمان الدولي، ومع تطور الاهتمام الرياضي وتزايد عدد المشاركين، تواصل إنشاء المُدن الرياضية في مختلف محافظات الأردن لخدمة جميع الشرائح وتوفير الوقت والجهد على الأندية واللاعبين بدلا من الحضور إلى العاصمة، وأصبحت رقعة المنافسات تقام في العديد من المدن. ونتيجة لذلك تم تأسييس عدد من الاندية انتشر في كافة محافظات الأردن ومناطقه. يعتبر نادي عمان أول نادي تاسس في الأردن عام 1929. ويتعبر ناديي الفيصلي والوحدات من اقوى الاندية الرياضية في كرة القدمز بينما يعد نادي الجزيرة والأرثوذكسي من أشهر الاندية في كرة السلة. بحسب موقع وزارة الشباب تم تسجيل اكثرمن 350 نادي في سجلات الوزارة.

## المدن والمنشآت الرياضية

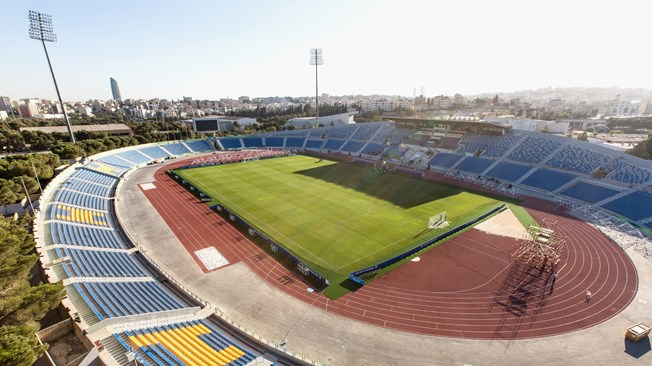
صورة جوية لملعب مدينة الحسين الرياضية

تشرف وزارة الشباب على عدد من المنشآت الرياضية الضخمة والمتوسطة المساحة. حيث تشرف على 5 مدن رياضية وهي:
- مدينة الحسين للشباب والتي تضم عددا كبرا من المرافق الرياضية اهمها ستاد عمان الدولي
- مدينة الحسن للشباب، في مدينة إربد
- مدينة الأمير محمد، في محافظة الزرقاء
- مدينة الأمير هاشم للشباب تقع في مدينة مادبا على الطريــق الملوكي وتبعد عــن مركز المدينة سبعة كيلومترات ومقامة على قطعة أرض مساحتها 137 م 2
- مدينة الأمير حمزة للشباب (العقبة). تعد مدينة الأمير حمزة للشباب من أهم المرافق الرياضية في محافظة العقبة حيث تخدم الحركة الرياضية والشبابية في المحافظة وباقي مناطق المملكة نظراً للمناخ المعتدل طوال السنة لإقامة المعسكرات التدريبية للأندية والمنتخبات الوطنية حيث تم بناء المجمع الرياضي والذي يشمل ملعب كرة القدم المزروع بالنجيل الطبيعي في عام (1987). وجاءت فكرة إنشاء مدينة الأمير حمزة للشباب مع بداية عام 2006 حيث احتوت علي استاد رياضي لكرة القدم بالإضافة إلى وجود المسبح الأولمبي.[5]

وينتشر أيضا في المملكة عددا من المجمعات الرياضية التي تشرف عليها الوزارة وهي:
| مجمع الاميرة هيا الرياضي                      | معان                             |
| مجمع الطفيلة الرياضي                          | الطفيلة                          |
| مجمع الامير فيصل الرياضي                      | الكرك                            |
| مجمع ذيبان الرياضي                            | مادبا                            |
| مجمع ضرار بن الازور الرياضي                   | البلقاء/ لواء ديرعلا             |
| مجمع الامير الحسين بن عبد الله الثاني الرياضي | البلقاء/ لواء القصبة             |
| مجمع الطوال الجنوبي الرياضي                   | البلقاء/ لواء ديرعلا             |
| مجمع مصطفى العدوان الرياضي                    | البلقاء/ لواء الشونة الجنوبية    |
| مجمع جرش الرياضي                              | جرش                              |
| مجمع عجلون الرياضي                            | عجلون                            |
| مجمع الامير علي بن الحسين الرياضي             | المفرق/ لواء القصبة              |
| مجمع رباع السرحان الرياضي                     | المفرق/ البادية الشمالية الغربية |
| مجمع أم القطين                                | المفرق/ البادية الشمالية الشرقية |
| مجمع الامير هاشم الرياضي                      | الرمثا                           |
| مجمع الشيح حسين الرياضي                       | اربد                             |
| مجمع الكورة الرياضي                           | اربد                             |
| مجمع كفريوبا الرياضي                          | اربد                             |

## مبادرات الوزارة
- منصة نحن للعمل التطوعي
- الملتقى الوطني للرياديين الشباب
- معسكرات الحسين

## الشراكات
عقدت وزارة الشباب على مدى السنوات الماضية عددا من الشراكات مع المؤسسات الحكومية والدوليى بهدف تطوير عملها منها:. وتشرف مديرية المنظمات والتعاون الدولي على كافة الشراكات بين الوزارة وكافة الجهات.
- معهد الملكة زين الشرف التنموي
- جائزة الحسن للشباب
- جمعية الكشافة والمرشدات الأردنية
- LOYAC منظمة لولاك الأردن
- مبادرة محاربي السرطان
- مؤسسة انجاز لتهيئة الفرص الاقتصادية للشباب
- المعهد الديمقراطي الأردني
- اسمعني لتأهيل وتطوير القدرات
- مركز الحياة لتنمية المشاركة المجتمعية
- Youth Spirit center
- منظمة I-Dare
- مركز الشفافية الأردن
- مؤسسة فكر جديد NEW THINK
- مركز تطوير الأعمال الاردنيBDC
- عمان لحوارات المستقبل
- Tammey for Youth Development (طمي لتنمية الشباب)
- Leaders for Tomorrow(قادة الغد)
- YOUTH FOR YOUTH ASSOCIATION
- DIGITAL OPPORTUNITY TRUST JORDAN(DOT)
- مؤسسة اميد ايست
- ديوان الخدمة المدنية
- معهد الإدارة العامة
- صندوق الامم المتحدة للسكان
- USAID وكالة الولايات المتحدة للتنمية الدولية
- اليونيسكو
- لجنة بيوت الشباب
- وزارة التخطيط والتعاون الدولي
- اليونيسف Unicef
- برنامج الأمم المتحدة الإنمائي
- British Council
- مؤسسة الملكة نور الحسين
- مركز الاميرة بسمة للشباب
- مركز الملكة رانيا للريادة
- هيئة شباب كلنا الأردن
- مؤسسة نهر الأردن
- مؤسسة انجاز لتهيئة الفرص الاقتصادية للشباب
- المركز الوطني لحقوق الانسان

```
[
7
]
```

وعقدت الوزارة عدد من الاتفاقات مع البنوك منها: البنك الاهلي، بنك القاهرة عمان، البنك الإسلامي الأردني، بنك الإسكان للتجارة والتمويل، بنك الأردن، البنك التجاري الأردني.
اما على صعيد الشركات الخاصة فقد عقدت الوزارة عددا من الشراكات مع شركات متعددة منها: شركة زين، شركة اورانج، شركة امنية، مجموعة المناصير، مؤسسة عبد الحميد شومان، تكية ام علي، مؤسسة طلال أبو غزالة، شركة امريكانا، SEVEN CIRCELS، منظمة جايكا اليابان، الشركة الأردنية لتمويل المشاريع الصغيرة

## الاستراتيجية الوطنية للشباب 2019-25

محاور الاستراتيجية الوطنية للشباب في الأردن للاعوام 2019 إلى 2025

تم اطلاق الاستراتيجية الوطنية للشباب للاعوام 2019-25 من وزير الشباب معالي محمد أبو رمان والتي تؤكد مفاهيم وأهدافا سامية، وتعتمد في رؤيتها على الشباب الأردني الهوية والانتماء وعالمي التفكير، ورسالتها تهدف للارتقاء بالعمل الشبابي وتنمية الشباب معرفيا ومهاريا وقيميا لتمكينهم من الإبداع والابتكار والإنتاج والمشاركة بالحياة السياسية والشأن العام. وتعتمد على قيم جوهرية تشمل المواطنة الفاعلة واحترام التعددية والمشاركة الفاعلة والعمل بروح الفريق والتسامح والعدالة وتكافؤ الفرص، لتحقيق هدف كبير يتمثل في بناء جيل قادر على الإبداع والابتكار ذي إنتاجية مرتفعة.
وتتناول الاستراتيجية الوطنية للشباب سبعة محاول وهي:
- المحور الأول: التعليم والتكنولوجيا
- المحور الثاني: المواطنة الفاعلة
- المحور الثالث: المشاركة والقيادة الفاعلة
- المحور الرابع: الريادة والتمكين الاقتصادي
- المحور الخامس: سيادة القانون والحاكمية الرشيدة
- المحور السادس: الأمن والسلم المجتمعي
- المحور السابع: الصحة والنشاط البدني

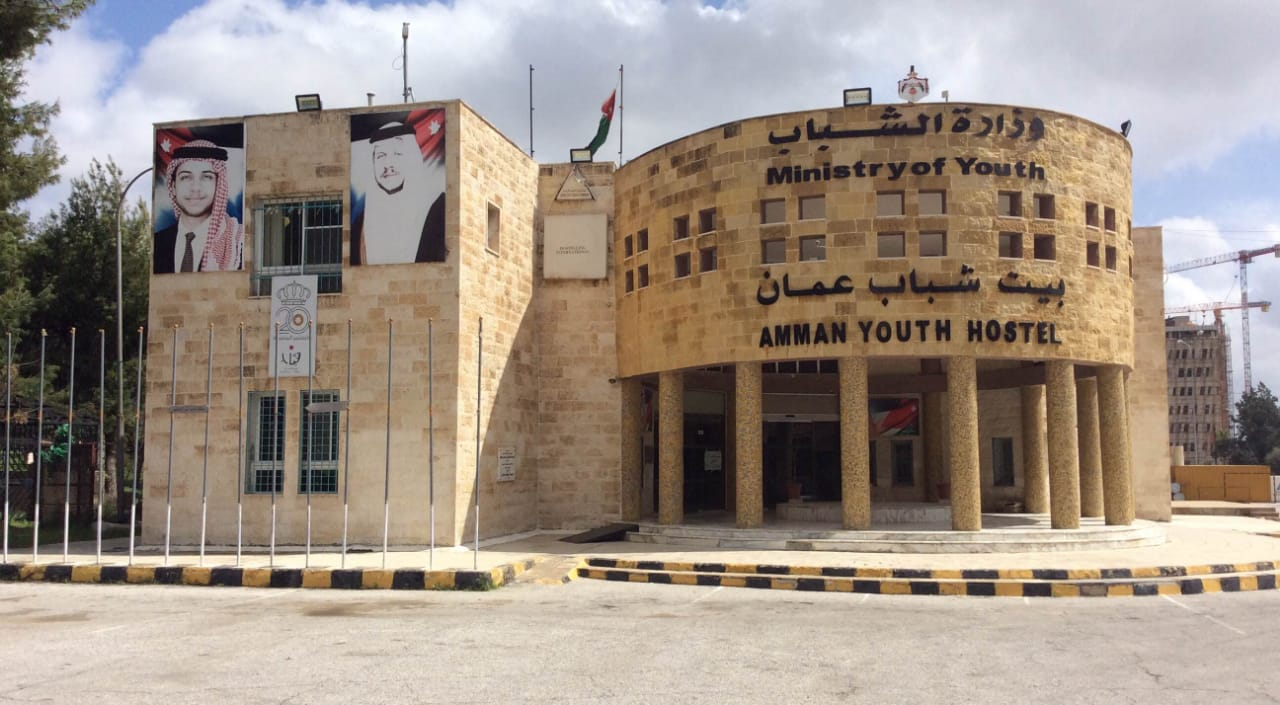
بيت شباب عمان أحد بيوت الشباب المنشرة في الأردن والتي تتبع لوزارة الشباب

## مواضيع ذات صلة
- الرياضة في الأردن